# Isla de Es Vedrá
Es Vedrá (en catalán: "Es Vedrà") es un islote de las Islas Baleares, próximo a Ibiza, en España. Forma parte de la reserva natural de Es Vedrá, Es Vedranell y els illots de Ponent (787 ha).

## Vegetación
Es Vedrá alberga, pese a su reducida superficie, 166 especies de plantas, de las cuales doce son endémicas de la región y una es exclusiva del islote (Santolina vedranensis), a pesar de que estos islotes están sometidos a la influencia constante del mar, el viento y su falta de suelo. Dichas especies son de un alto interés botánico, ecológico y biogeográfico por su rareza. Los principales endemismos vegetales presentes en los islotes son, por orden alfabético: Allium antoni-bolosii subsp. eivissanum, Allium sphaerocephalon subsp. ebusitanum, Asperula paui, Bellium bellidioides, Biscutella ebusitana, Diplotaxis ibicensis, Lamottea dianae, Limonium pseudoebusitanum, Medicago cetrina, Micromeria filiformis, Micromeria inodora, Silene hifacensis, Teucrium cossonii subsp. punicum. Además, entre las especies singulares, destaca por su escasa presencia en el archipiélago la lechetrezna arbórea (Euphorbia dendroides) y un único ejemplar de laurel (Laurus nobilis), así como Osyris lanceolata, muy rara en Baleares. En la isla de Espartar tienen especial importancia las comunidades de esparto que conforman la extensión más grande de estas plantas en las Pitiusas.

## Fauna
Los principales rasgos de la fauna se hallan en la gran variedad de aves, lagartijas y diferentes representantes del grupo de los invertebrados. Se trata de uno de los principales lugares de reproducción de aves marinas y rapaces. Con respecto a los invertebrados, especial relevancia tienen los caracoles del género Trochoidea. La lagartija pitiusa (Podarcis pityusensis) presenta subespecies endémicas en los diferentes islotes que se pueden determinar por los colores y tamaños que presentan. Entre las aves, destacan el halcón de Eleonora (Falco eleonorae), la pardela balear (Puffinus mauretanicus), la gaviota de Audouin (Ichthyaetus audouinii) y el cormorán moñudo (Phalacrocorax aristotelis).

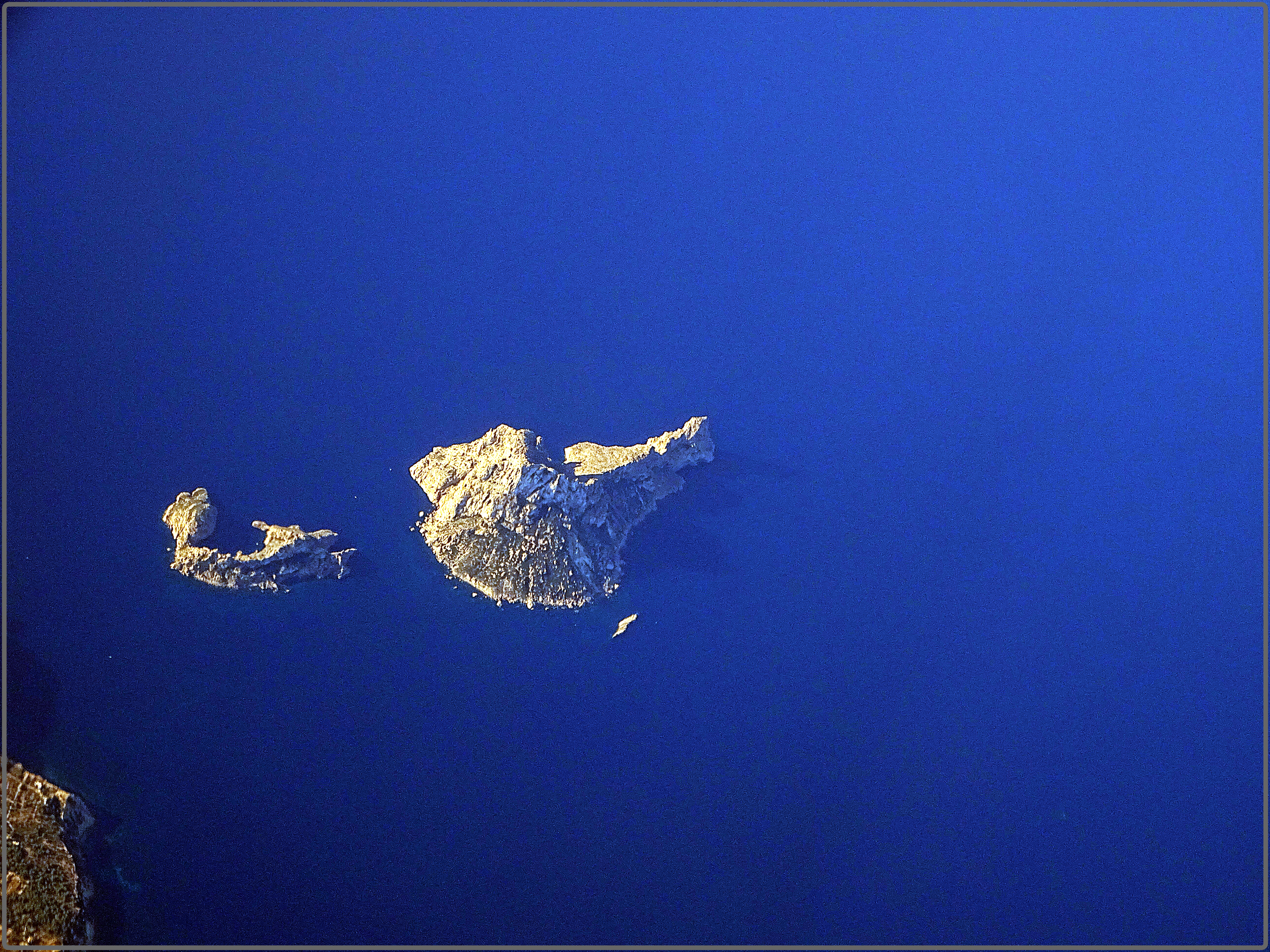
Islotes de Es Vedranell (izquierda) y Es Vedrá (derecha)

En cuanto a los mamíferos se deben destacar las cabras asilvestradas introducidas por el hombre, que causan un fuerte impacto en las comunidades vegetales de la isla, pudiendo haber llegado a extinguir algunas especies, extremo que temen científicos y técnicos de medio ambiente, además de fomentar la erosión del suelo. Los islotes como Es Vedrá se han usado en Baleares y el Mediterráneo desde antiguo como corral para guardar ganado, pero en la década de 1980 ya no había cabras en Es Vedrá. Sin embargo, fueron reintroducidas en 1992. El archiduque austriaco Luis Salvador, en su obra Las Baleares, de 1897, cita cabras en Tagomago, en Espalmador y Espardell y en Illa des Bosc, pero no en Es Vedrá, y además incluye que las cabras a veces tenían que ser cazadas a tiros por su fuerte asilvestramiento; por el contrario, Vicente Blasco Ibáñez sí cita cabras en Es Vedrá en Los muertos mandan, de 1908. La retirada de las cabras es obligatoria por ley desde la declaración en el año 2002 de las reservas naturales de es Vedrà, es Vedranell i els illots de Ponent. Por otro lado, los islotes son lugares bastante inhóspitos para las cabras, que apenas cuentan con agua para beber, lo que ocasiona que muchas mueran de sed.

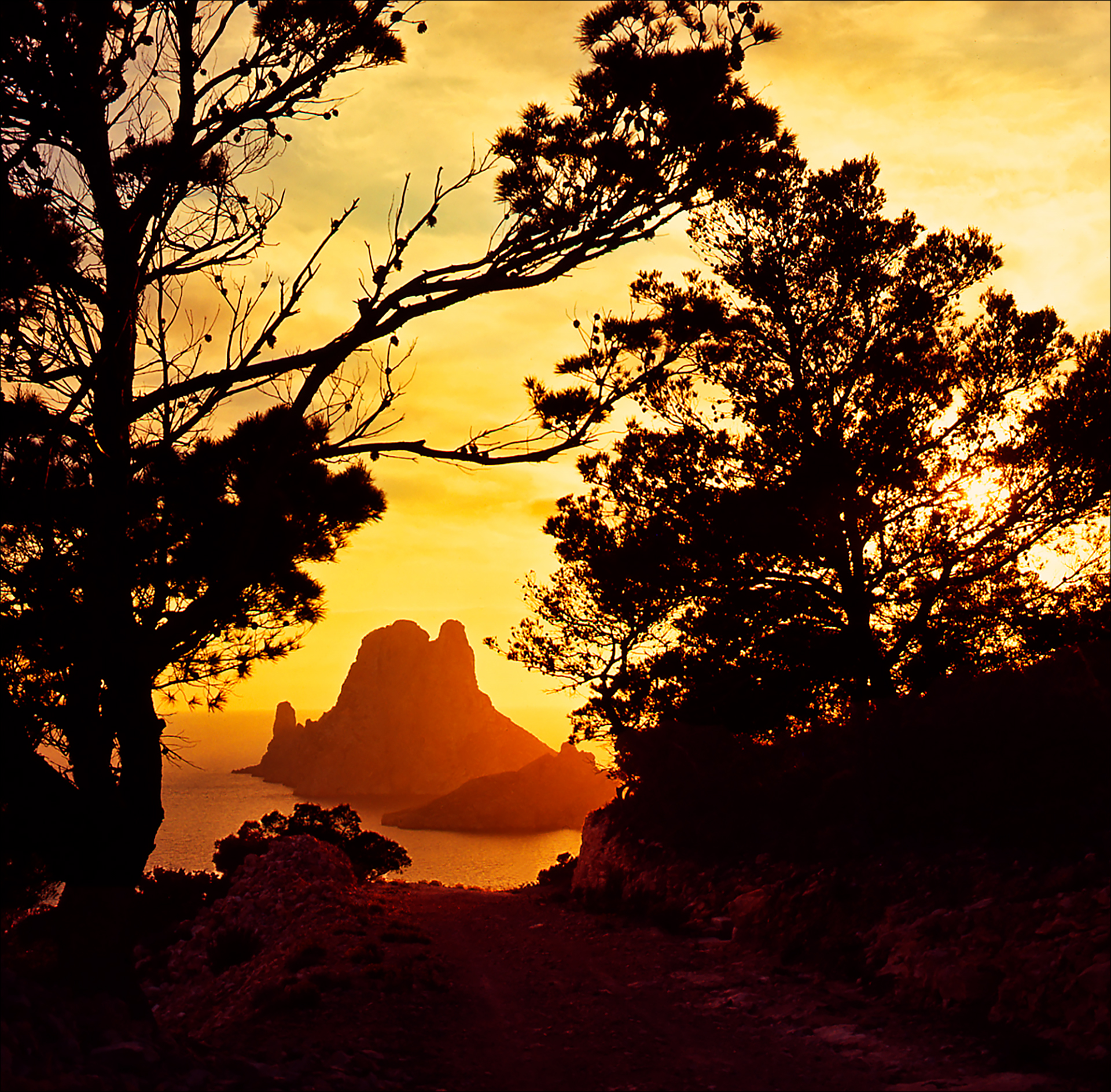
Vista del islote en el atardecer

A principios de 2016, en Es Vedrá habitaban unas cincuenta cabras domésticas asilvestradas y el Gobierno balear organizó su erradicación para proteger las plantas endémicas del islote y cumplir con la normativa. La caza de las cabras se realizó mediante arma de fuego, por la imposibilidad de atrapar a las cabras con vida debido a la orografía del islote y mantener la seguridad de los técnicos de medio ambiente, y ni siquiera se pudieron retirar las cabras abatidas por la complejidad del traslado y por carecer las cabras de los controles veterinarios requeridos. La actuación provocó el enfrentamiento de grupos animalistas, que preferían no acabar con las cabras a costa de perder la flora endémica del islote, o su captura en vivo, así como de partidos políticos de la oposición. La captura y el traslado a Ibiza se descartaron por complejidad técnica, seguridad del personal encargado y por motivos económicos, debido a su alto coste y a la necesaria cuarentena de las cabras en la finca que las acogiera, ya que habían sido abandonadas en Es Vedrá y no cumplían la normativa veterinaria. Las familias dueñas del islote negaron que las cabras fueran suyas, pero seguían realizando las capturas tradicionales de Semana Santa y Navidad, además de reponer abrevaderos.
Las únicas huellas humanas actuales, además de la introducción de las cabras, son los faros y los restos de silos.

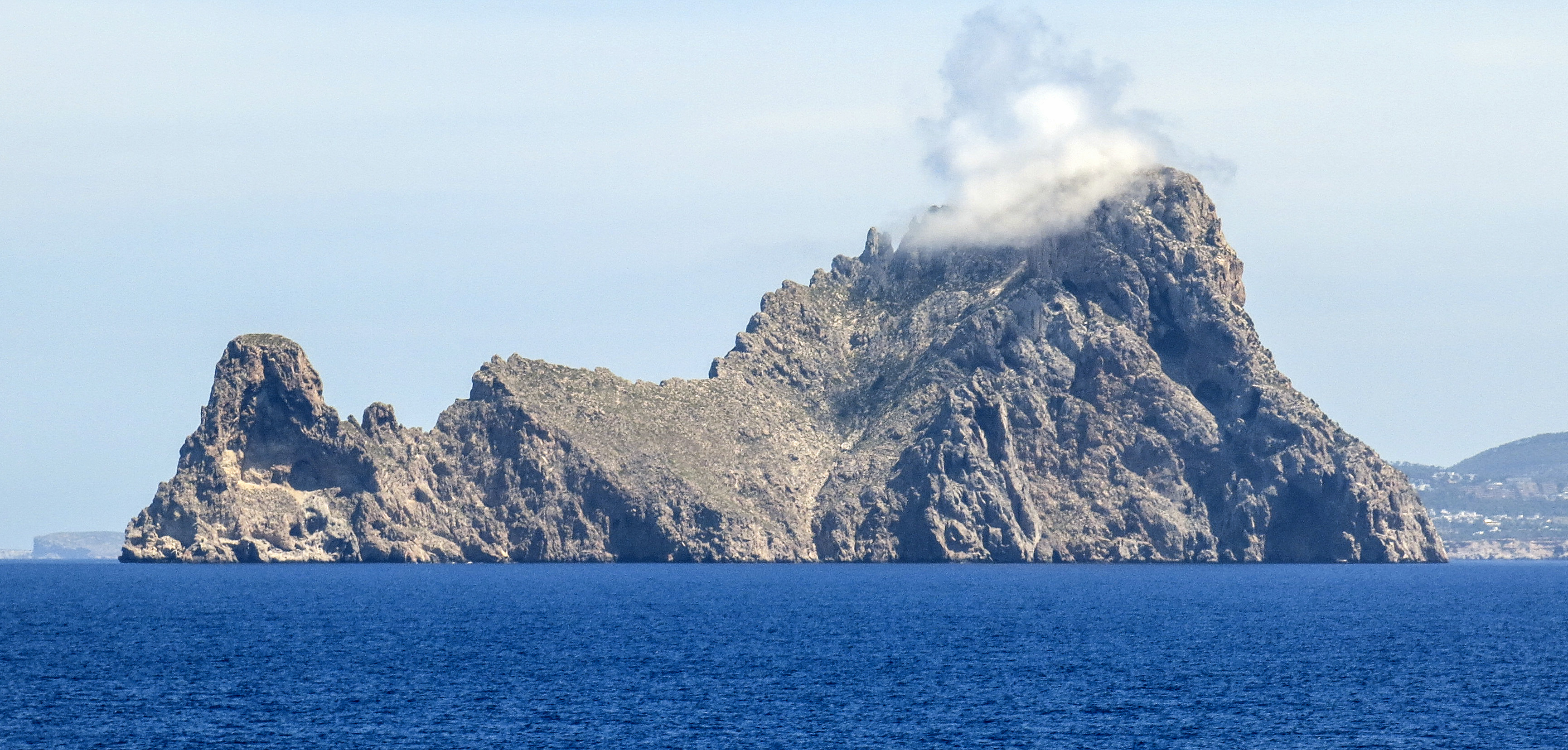
Isla de Es Vedrá vista desde el sur.

## Acceso
Para llegar allí hay que ir desde Ibiza hasta San José y dirección o bien Cala Vadella y seguir desvío a Cala d'Hort o por la carretera a Es Cubells y coger el desvío a cala d'Hort y llegaréis frente a Es Vedrá en la misma cala o por caminos a la explanada mirador del islote. 
Por normativa del propio espacio natural protegido, el desembarco a es Vedrà, es Vedranell y el resto de islotes que conforman las Reserves naturals des Vedrà, es Vedranell y los islotes de Poniente, está totalmente prohibido si no es con finalidades educativas o de investigación, previo permiso.